# Big Read
Big Read là một cuộc thăm dò do đài BBC tiến hành năm 2003 để chọn ra các tác phẩm văn học được yêu thích nhất tại Anh ("Nation's Best-loved Book"). Cuộc thăm dò được thực hiện qua Internet, nhắn tin SMS và điện thoại. Công chúng có quyền đưa ra bất cứ tác phẩm nào họ yêu thích, từ đó đài BBC chọn 200 tác phẩm được yêu thích nhiều nhất để tiến hành vòng bỏ phiếu thứ 2 chọn lấy 21 tác phẩm (với mỗi tác giả chỉ được nhiều nhất 1 tác phẩm trong số 21 tác phẩm này). Từ 21 tác phẩm này người ta lại bỏ phiếu một lần thứ 3 với kết quả bộ sách được yêu thích nhất là Chúa tể những chiếc nhẫn (The Lord of the Rings) của J. R. R. Tolkien.
Nếu tính 100 tác phẩm đầu tiên thì 2 tác giả có nhiều tác phẩm nhất (5 tác phẩm) là Charles Dickens và Terry Pratchett, xếp sau họ là Roald Dahl, J. K. Rowling và Jacqueline Wilson (cùng 4 tác phẩm), Jane Austen (3 tác phẩm), Thomas Hardy, Gabriel García Márquez, George Orwell, John Steinbeck, J. R. R. Tolkien và Lev Tolstoy (2 tác phẩm). Nhưng nếu tính trong toàn bộ 200 tác phẩm lọt vào vòng 2 thì tác giả có nhiều tác phẩm nhất là Terry Pratchett (15 tác phẩm), sau đó lần lượt là Jacqueline Wilson (14 tác phẩm), Roald Dahl (9 tác phẩm) và Charles Dickens (7 tác phẩm).

## Danh sách 200 tác phẩm
| TT  | Tác phẩm                                  | Bản dịch tiếng Việt | Tác giả                           |
| --- | ----------------------------------------- | --- | --------------------------------- |
| 01  | The Lord of the Rings                     | Chúa tể những chiếc nhẫn | J. R. R. Tolkien                  |
| 02  | Pride and Prejudice                       | Kiêu hãnh và định kiến | Jane Austen                       |
| 03  | His Dark Materials                        | Vật chất tối của Ngài | Philip Pullman                    |
| 04  | The Hitchhiker's Guide to the Galaxy      | Bí kíp quá giang vào Ngân Hà                                                                                                  | Douglas Adams                     |
| 05  | Harry Potter and the Goblet of Fire       | Harry Potter và Chiếc cốc lửa                                                                                                 | J. K. Rowling                     |
| 06  | To Kill a Mockingbird                     | Giết con chim nhại | Harper Lee                        |
| 07  | Winnie-the-Pooh                           | Gấu Pooh xinh xắn | A. A. Milne                       |
| 08  | Nineteen Eighty-Four                      | Một chín tám tư | George Orwell                     |
| 09  | The Lion, the Witch and the Wardrobe      | Sư tử, phù thủy và cái tủ áo                                                                                                  | C. S. Lewis                       |
| 10  | Jane Eyre                                 | Jane Eyre | Charlotte Brontë                  |
| 11  | Catch-22                                  | Bẫy-22 | Joseph Heller                     |
| 12  | Wuthering Heights                         | Đồi gió hú Đỉnh gió hú | Emily Brontë                      |
| 13  | Birdsong                                  | | Sebastian Faulks                  |
| 14  | Rebecca                                   | Rebecca | Daphne du Maurier                 |
| 15  | The Catcher in the Rye                    | Bắt trẻ đồng xanh | J. D. Salinger                    |
| 16  | The Wind in the Willows                   | Gió qua rặng liễu Gió đùa trong liễu                                                                                          | Kenneth Grahame                   |
| 17  | Great Expectations                        | Những kì vọng lớn lao Triển vọng lớn lao                                                                                      | Charles Dickens                   |
| 18  | Little Women                              | Những cô gái nhỏ | Louisa May Alcott                 |
| 19  | Captain Corelli's Mandolin                | Cây đàn Mandolin của Đại úy Corelli                                                                                           | Louis de Bernières                |
| 20  | War and Peace                             | Chiến tranh và hòa bình | Lev Tolstoy                       |
| 21  | Gone with the Wind                        | Cuốn theo chiều gió | Margaret Mitchell                 |
| 22  | Harry Potter and the Philosopher's Stone  | Harry Potter và Hòn đá Phù thủy                                                                                               | J. K. Rowling                     |
| 23  | Harry Potter and the Chamber of Secrets   | Harry Potter và Phòng chứa Bí mật                                                                                             | J. K. Rowling                     |
| 24  | Harry Potter and the Prisoner of Azkaban  | Harry Potter và tên tù nhân ngục Azkaban                                                                                      | J. K. Rowling                     |
| 25  | The Hobbit                                | Anh chàng Hobbit Hobbit - Ra đi & trở về                                                                                      | J. R. R. Tolkien                  |
| 26  | Tess of the d'Urbervilles                 | Trinh nữ Lỡ làng Người tình đầu tiên người yêu cuối cùng                                                                      | Thomas Hardy                      |
| 27  | Middlemarch                               | Middlemarch | George Eliot                      |
| 28  | A Prayer for Owen Meany                   | | John Irving                       |
| 29  | The Grapes of Wrath                       | Chùm nho uất hận Chùm nho phẫn nộ                                                                                             | John Steinbeck                    |
| 30  | Alice's Adventures in Wonderland          | Alice lạc vào xứ sở diệu kỳ                                                                                                   | Lewis Carroll                     |
| 31  | The Story of Tracy Beaker                 | | Jacqueline Wilson                 |
| 32  | One Hundred Years of Solitude             | Trăm năm cô đơn | Gabriel García Márquez            |
| 33  | The Pillars of the Earth                  | Những cột trụ của Trái Đất | Ken Follett                       |
| 34  | David Copperfield                         | David Copperfield | Charles Dickens                   |
| 35  | Charlie and the Chocolate Factory         | Charlie và nhà máy sôcôla | Roald Dahl                        |
| 36  | Treasure Island                           | Đảo giấu vàng Đảo châu báu | Robert Louis Stevenson            |
| 37  | A Town Like Alice                         | | Nevil Shute                       |
| 38  | Persuasion                                | Thuyết phục | Jane Austen                       |
| 39  | Dune                                      | Xứ cát | Frank Herbert                     |
| 40  | Emma                                      | Emma | Jane Austen                       |
| 41  | Anne of Green Gables                      | Anne tóc đỏ dưới chái nhà xanh                                                                                                | Lucy Maud Montgomery              |
| 42  | Watership Down                            | Đồi thỏ | Richard Adams                     |
| 43  | The Great Gatsby                          | Gatsby vĩ đại Đại gia Gatsby                                                                                                  | F. Scott Fitzgerald               |
| 44  | The Count of Monte Cristo                 | Bá tước Monte Cristo | Alexandre Dumas                   |
| 45  | Brideshead Revisited                      | Thăm lại Brideshead | Evelyn Waugh                      |
| 46  | Animal Farm                               | Trại súc vật Nông trại súc vật Chuyện ở nông trại Cuộc cách mạng trong trại súc vật                                           | George Orwell                     |
| 47  | A Christmas Carol                         | Bài ca mừng giáng sinh Khúc ca Nô-en Giáng sinh yêu thương Hồn ma đêm giáng sinh Phép mầu đêm giáng sinh (lược dịch)          | Charles Dickens                   |
| 48  | Far from the Madding Crowd                | Khách đa tình Xa đám đông điên loạn Xa đám đông cuồng loạn                                                                    | Thomas Hardy                      |
| 49  | Goodnight Mister Tom                      | | Michelle Magorian                 |
| 50  | The Shell Seekers                         | | Rosamunde Pilcher                 |
| 51  | The Secret Garden                         | Khu vườn bí mật | Frances Hodgson Burnett           |
| 52  | Of Mice and Men                           | Của chuột và người | John Steinbeck                    |
| 53  | The Stand                                 | | Stephen King                      |
| 54  | Anna Karenina                             | Anna Karenina | Lev Tolstoy                       |
| 55  | A Suitable Boy                            | | Vikram Seth                       |
| 56  | The BFG                                   | | Roald Dahl                        |
| 57  | Swallows and Amazons                      | | Arthur Ransome                    |
| 58  | Black Beauty                              | Ngựa ô yêu dấu | Anna Sewell                       |
| 59  | Artemis Fowl                              | | Eoin Colfer                       |
| 60  | Crime and Punishment                      | Tội ác và hình phạt | Fyodor Dostoevsky                 |
| 61  | Noughts & Crosses                         | | Malorie Blackman                  |
| 62  | Memoirs of a Geisha                       | Hồi ức của một Geisha | Arthur Golden                     |
| 63  | A Tale of Two Cities                      | Hai kinh thành Chuyện hai thành phố                                                                                           | Charles Dickens                   |
| 64  | The Thorn Birds                           | Tiếng chim hót trong bụi mận gai Những con chim ẩn mình chờ chết                                                              | Colleen McCullough                |
| 65  | Mort                                      | | Terry Pratchett                   |
| 66  | The Magic Faraway Tree                    | | Enid Blyton                       |
| 67  | The Magus                                 | | John Fowles                       |
| 68  | Good Omens                                | | Neil Gaiman và Terry Pratchett    |
| 69  | Guards! Guards!                           | | Terry Pratchett                   |
| 70  | Lord of the Flies                         | Chúa ruồi | William Golding                   |
| 71  | Perfume                                   | Mùi hương | Patrick Süskind                   |
| 72  | The Ragged Trousered Philanthropists      | | Robert Tressell                   |
| 73  | Night Watch                               | | Terry Pratchett                   |
| 74  | Matilda                                   | | Roald Dahl                        |
| 75  | Bridget Jones's Diary                     | Nhật ký tiểu thư Jones | Helen Fielding                    |
| 76  | The Secret History                        | | Donna Tartt                       |
| 77  | The Woman in White                        | | Wilkie Collins                    |
| 78  | Ulysses                                   | Ulysses | James Joyce                       |
| 79  | Bleak House                               | | Charles Dickens                   |
| 80  | Double Act                                | | Jacqueline Wilson                 |
| 81  | The Twits                                 | | Roald Dahl                        |
| 82  | I Capture the Castle                      | | Dodie Smith                       |
| 83  | Holes                                     | Những cái hố | Louis Sachar                      |
| 84  | Gormenghast                               | | Mervyn Peake                      |
| 85  | The God of Small Things                   | | Arundhati Roy                     |
| 86  | Vicky Angel                               | | Jacqueline Wilson                 |
| 87  | Brave New World                           | Thế giới mới tươi đẹp | Aldous Huxley                     |
| 88  | Cold Comfort Farm                         | | Stella Gibbons                    |
| 89  | Magician                                  | | Raymond E. Feist                  |
| 90  | On the Road                               | Trên đường | Jack Kerouac                      |
| 91  | The Godfather                             | Bố già | Mario Puzo                        |
| 92  | The Clan of the Cave Bear                 | | Jean M. Auel                      |
| 93  | The Colour of Magic                       | | Terry Pratchett                   |
| 94  | The Alchemist                             | Nhà giả kim | Paulo Coelho                      |
| 95  | Katherine                                 | | Anya Seton                        |
| 96  | Kane and Abel                             | Hai số phận | Jeffrey Archer                    |
| 97  | Love in the Time of Cholera               | Tình yêu thời thổ tả | Gabriel García Márquez            |
| 98  | Girls in Love                             | | Jacqueline Wilson                 |
| 99  | The Princess Diaries                      | Nhật ký công chúa | Meg Cabot                         |
| 100 | Midnight's Children                       | Những đứa con của nửa đêm | Salman Rushdie                    |
| 101 | Three Men in a Boat                       | Ba gã cùng thuyền | Jerome K. Jerome                  |
| 102 | Small Gods                                | | Terry Pratchett                   |
| 103 | The Beach                                 | | Alex Garland                      |
| 104 | Dracula                                   | Bá tước Dracula Dracula | Bram Stoker                       |
| 105 | Point Blanc                               | | Anthony Horowitz                  |
| 106 | The Pickwick Papers                       | Truyện phiêu lưu của Pickwick                                                                                                 | Charles Dickens                   |
| 107 | Stormbreaker                              | | Anthony Horowitz                  |
| 108 | The Wasp Factory                          | | Iain Banks                        |
| 109 | The Day of the Jackal                     | | Frederick Forsyth                 |
| 110 | The Illustrated Mum                       | | Jacqueline Wilson                 |
| 111 | Jude the Obscure                          | | Thomas Hardy                      |
| 112 | The Secret Diary of Adrian Mole, Aged 13¾ | | Sue Townsend                      |
| 113 | The Cruel Sea                             | | Nicholas Monsarrat                |
| 114 | Les Misérables                            | Những người khốn khổ Những kẻ khốn nạn                                                                                        | Victor Hugo                       |
| 115 | The Mayor of Casterbridge                 | | Thomas Hardy                      |
| 116 | The Dare Game                             | | Jacqueline Wilson                 |
| 117 | Bad Girls                                 | | Jacqueline Wilson                 |
| 118 | The Picture of Dorian Gray                | Bức họa Dorian Gray Bức tranh Dorian Gray Chân dung Dorian Gray (chỉ dịch 13/20 chương) Bức chân dung Dorian Gray (lược dịch) | Oscar Wilde                       |
| 119 | Shōgun                                    | Shogun | James Clavell                     |
| 120 | The Day of the Triffids                   | | John Wyndham                      |
| 121 | Lola Rose                                 | | Jacqueline Wilson                 |
| 122 | Vanity Fair                               | Hội chợ phù hoa | William Makepeace Thackeray       |
| 123 | The Forsyte Saga                          | | John Galsworthy                   |
| 124 | House of Leaves                           | | Mark Z. Danielewski               |
| 125 | The Poisonwood Bible                      | | Barbara Kingsolver                |
| 126 | Reaper Man                                | | Terry Pratchett                   |
| 127 | Angus, Thongs, and Full-Frontal Snogging  | | Louise Rennison                   |
| 128 | The Hound of the Baskervilles             | Con chó săn của dòng họ Baskerville                                                                                           | Arthur Conan Doyle                |
| 129 | Possession: A Romance                     | | A. S. Byatt                       |
| 130 | The Master and Margarita                  | Nghệ nhân và Margarita | Mikhail Bulgakov                  |
| 131 | The Handmaid's Tale                       | Chuyện người tùy nữ | Margaret Atwood                   |
| 132 | Danny, the Champion of the World          | Danny - Nhà vô địch thế giới                                                                                                  | Roald Dahl                        |
| 133 | East of Eden                              | Phía Đông vườn Địa đàng | John Steinbeck                    |
| 134 | George's Marvelous Medicine               | Thần dược của George | Roald Dahl                        |
| 135 | Wyrd Sisters                              | | Terry Pratchett                   |
| 136 | The Color Purple                          | | Alice Walker                      |
| 137 | Hogfather                                 | | Terry Pratchett                   |
| 138 | The Thirty-nine Steps                     | | John Buchan                       |
| 139 | Girls in Tears                            | | Jacqueline Wilson                 |
| 140 | Sleepovers                                | | Jacqueline Wilson                 |
| 141 | All Quiet on the Western Front            | Phía Tây không có gì lạ Mặt trận miền Tây vẫn yên tĩnh                                                                        | Erich Maria Remarque              |
| 142 | Behind the Scenes at the Museum           | | Kate Atkinson                     |
| 143 | High Fidelity                             | | Nick Hornby                       |
| 144 | It                                        | | Stephen King                      |
| 145 | James and the Giant Peach                 | James và quả đào khổng lồ | Roald Dahl                        |
| 146 | The Green Mile                            | Dặm xanh | Stephen King                      |
| 147 | Papillon                                  | Papillon - Người tù khổ sai                                                                                                   | Henri Charrière                   |
| 148 | Men at Arms                               | | Terry Pratchett                   |
| 149 | Master and Commander                      | | Patrick O'Brian                   |
| 150 | Skeleton Key                              | | Anthony Horowitz                  |
| 151 | Soul Music                                | | Terry Pratchett                   |
| 152 | Thief of Time                             | | Terry Pratchett                   |
| 153 | The Fifth Elephant                        | | Anthony Horowitz                  |
| 154 | Atonement                                 | Chuộc tội | Ian McEwan                        |
| 155 | Secrets                                   | | Jacqueline Wilson                 |
| 156 | The Silver Sword                          | | Ian Serraillier                   |
| 157 | One Flew Over the Cuckoo's Nest           | Bay trên tổ chim cúc cu | Ken Kesey                         |
| 158 | Heart of Darkness                         | Giữa lòng tăm tối | Joseph Conrad                     |
| 159 | Kim                                       | Kim | Rudyard Kipling                   |
| 160 | Cross Stitch                              | | Diana Gabaldon                    |
| 161 | Moby Dick                                 | Moby Dick - Cá voi trắng Cá voi trắng Moby Dick - Săn cá voi                                                                  | Herman Melville                   |
| 162 | River God                                 | | Wilbur Smith                      |
| 163 | Sunset Song                               | | Lewis Grassic Gibbon              |
| 164 | The Shipping News                         | | E. Annie Proulx                   |
| 165 | The World According to Garp               | | John Irving                       |
| 166 | Lorna Doone                               | | R. D. Blackmore                   |
| 167 | Girls Out Late                            | | Jacqueline Wilson                 |
| 168 | The Far Pavilions                         | | M. M. Kaye                        |
| 169 | The Witches                               | | Roald Dahl                        |
| 170 | Charlotte's Web                           | Charlotte và Wilbur | E. B. White                       |
| 171 | Frankenstein                              | Frankenstein | Mary Shelley                      |
| 172 | They Used to Play on Grass                | | Terry Venables và Gordon Williams |
| 173 | The Old Man and the Sea                   | Ông già và biển cả | Ernest Hemingway                  |
| 174 | Il nome della rosa                        | Tên của đóa hồng | Umberto Eco                       |
| 175 | Sophie's World                            | Thế giới của Sophie | Jostein Gaarder                   |
| 176 | Dustbin Baby                              | | Jacqueline Wilson                 |
| 177 | Fantastic Mr. Fox                         | | Roald Dahl                        |
| 178 | Lolita                                    | Lolita | Vladimir Nabokov                  |
| 179 | Jonathan Livingston Seagull               | Chàng hải âu kỳ diệu | Richard Bach                      |
| 180 | The Little Prince                         | Hoàng Tử Bé Cậu hoàng con | Antoine de Saint-Exupéry          |
| 181 | The Suitcase Kid                          | | Jacqueline Wilson                 |
| 182 | Oliver Twist                              | Oliver Twist Em bé bơ vơ Một tâm hồn trong trắng (phỏng dịch)                                                                 | Charles Dickens                   |
| 183 | The Power of One                          | | Bryce Courtenay                   |
| 184 | Silas Marner                              | | George Eliot                      |
| 185 | American Psycho                           | | Bret Easton Ellis                 |
| 186 | Diary of a Nobody                         | | George và Weedon Grossmith        |
| 187 | Trainspotting                             | | Irvine Welsh                      |
| 188 | Goosebumps                                | | R. L. Stine                       |
| 189 | Heidi                                     | Heidi | Johanna Spyri                     |
| 190 | Sons and Lovers                           | | D. H. Lawrence                    |
| 191 | The Unbearable Lightness of Being         | Đời nhẹ khôn kham | Milan Kundera                     |
| 192 | Man and Boy                               | | Tony Parsons                      |
| 193 | The Truth                                 | | Terry Pratchett                   |
| 194 | The War of the Worlds                     | Chiến tranh giữa các thế giới Chiến tranh giữa các hành tinh                                                                  | H. G. Wells                       |
| 195 | The Horse Whisperer                       | | Nicholas Evans                    |
| 196 | A Fine Balance                            | | Rohinton Mistry                   |
| 197 | Witches Abroad                            | | Terry Pratchett                   |
| 198 | The Once and Future King                  | | T. H. White                       |
| 199 | The Very Hungry Caterpillar               | | Eric Carle                        |
| 200 | Flowers in the Attic                      | | V. C. Andrews                     |